# Naturum Sommen
Naturum Sommen er et besøgscenter og naturhistorisk museum beliggende i Torpönøen i søen Sommen på det sydsvenske højland . Bygningen er modelleret efter en traditionel bådhus. Idéen om et naturummuseum blev først indrømmet i 1996, og museet blev indviet i 2002. Fra begyndelsen museet er blevet støttet af den lokale historie samfund af Torpön (svensk: Torpöns hembygsförening). I slutningen af 2013 lukkede Naturum Sommen som Torpön og Sommen Fonden (svensk: Stiftelsen Sommen) kunne ikke fortsætte sin støtte, men den åbnede igen i 2014.
Siden 2017 leder Ydre kommune arbejdet i Sommen Naturum.
58°01′45″N 15°05′20″Ø / 58.029086°N 15.089008°Ø